# Mouvement européen Estonie
Eesti Europa Liikumine
Le Mouvement européen-Estonie, en estonien Eesti Euroopa Liikumine, fut créé en janvier 1950 à la suite de l'adhésion du Conseil national estonien.

## Contexte
Le Conseil national estonien collaborait avec le Mouvement européen avant d'y avoir adhéré. L'adhésion formelle du Conseil eut lieu en janvier 1950. Cependant, en dépit du fait que la collaboration était bonne à l'origine, les émigrants d'Europe de l'Est était marginalisé au sein du mouvement et rapidement les Estoniens ont dû développer de nouvelles alternatives pour développer leur cause nationale.

## Sources